# Giuliano Pisapia
Giuliano Pisapia (nacido el 20 de mayo de 1949) es un abogado italiano y político; fue miembro del Parlamento italiano de 1996 a 2006 y alcalde de Milán desde el 1 de junio de 2011. Ha sido miembro de dos partidos políticos, el Proletario Demócrata y el partido de refundación comunista. En la elección para la alcaldía de Milán fue candidato de una colación de partidos de centro izquierda. Como abogado ha participado en numerosos casos de implicaciones políticas.